# Jordi Frederic de Waldeck
Jordi Frederic de Waldeck (en alemany Georg Friedrich von Waldeck-Eisenberg) va néixer a Arolsen (Alemanya) el 31 de gener de 1620 i va morir a la mateixa ciutat el 19 de novembre de 1692. Era un príncep alemany, fill del comte Wolrad IV (1588-1640) i d'Anna Maria de Baden-Durlach (1587-1649).
El 1664, després de la prematura mort del seu nebot Enric Wolrad, va heretar el comtat de Waldeck-Eisenberg, i el comtat de Culemburg. El 1682 l'emperador Leopold I l'elevà al rang de príncep de Waldeck i, per tant, príncep de l'Imperi.
El 1641 va entrar al servei dels Estats Generals dels Països Baixos. Deu anys després, al servei de l'Estat de Brandenburg, va aconseguir el rang més alt, i va arribar a ser ministre i Cap de l'Administració de l'Estat. Va fer un gir en la política exterior de Brandenburg, trencant el pacte amb l'emperador del Sacre Imperi Romanogermànic i procurant formar una coalició amb els prínceps protestants. El 1656 es va aliar amb Suècia i va dirigir la cavalleria en la batalla de Varsòvia contra Polònia. Gràcies a aquesta aliança va rebre el bisbat de Warmia i quatre províncies poloneses de Suècia com a feu. Va deixar Brandenburg el 1658 quan l'elector Frederic Guillem de Brandenburg va fer les paus amb Polònia.
Més tard, el 1664, va combatre a les ordres del Carles X Gustau de Suècia contra Dinamarca, en tant que Generalfeldmarschall, prop de Saint-Gothard. El 1683, comandà les tropes bavareses en la batalla de Viena. El 1685 va combatre per compte del duc de Lorena i de l'elector de Baviera Maximilià Emmanuel.
Després que Guillem III d'Orange-Nassau reclamés el tro d'Anglaterra el 1688, Jordi Frederic va ser nomenat cap de les forces neerladeses als Països Baixos espanyols durant la Guerra dels Nou Anys. Havent sortit victoriós de la batalla de Walcourt el 1689, va patir una dura derrota a la batalla de Fleurus a l'any següent.
El 1691, va ser de nou derrotat pel mariscal de Luxemburg Francesc Enric de Montmorency a la batalla de Leuze. Després d'aquesta derrota Jordi Frederic encara va ser nomenat Cap de l'Estat major de l'exèrcit neerlandès.

## Matrimoni i fills
El 29 de novembre de 1643 es va casar a Culemborg amb Elisabet Carlota de Nassau-Siegen (1626-1694), filla del comte Guillem (1592-1642) i de Cristina d'Erbach (1596-1646). Fruit d'aquest matrimoni nasqueren:
- Wolrad Cristià (1644-1650)
- Frederic Guillem (1649-1651)
- Lluïsa Anna (1653-1714), casada amb Jordi V d'Erbach.
- Carlota Amàlia (1654-1657)
- Carles Guillem (1657-1670)
- Carles Gustau (1659-1678)
- Sofia Enriqueta (1662-1702), casada amb Ernest III de Saxònia-Hildburghausen (1655-1715).
- Albertina Elisabet (1664-1727), casada amb Felip Lluís d'Erbach-Erbach